# Viviennea dolens
Viviennea dolens är en fjärilsart som beskrevs av Druce 1904. Viviennea dolens ingår i släktet Viviennea och familjen björnspinnare. Inga underarter finns listade i Catalogue of Life.